# Port de Boucharo
Le port de Boucharo ou port de Gavarnie (en aragonais puerto de Buixaruelo ou puerto de Gavarnía ; en espagnol puerto de Bujaruelo) est le point de passage le plus bas, depuis Gavarnie, vers le versant sud des Pyrénées. Contrairement à la brèche de Roland, il n'est pas situé dans le cirque de Gavarnie mais au bout de la vallée voisine des Pouey Aspé. Hormis le tunnel Aragnouet-Bielsa, c'est aussi le point le plus bas pour passer la frontière franco-espagnole dans les Hautes-Pyrénées.
Orienté nord/sud, il marque la frontière entre l'Espagne et la France :
- en Espagne, versant ouest, il donne accès à la vallée de Bujaruelo, puis au village San Nicolás de Bujaruelo dans la vallée de Torla, et à la vallée de l'Ara dans le parc national d'Ordesa et du Mont-Perdu, situés en Aragon ;
- en France, versant est, il donne accès à Gavarnie, dans le département des Hautes-Pyrénées, soit par le col de Tentes (2 207 m), soit par le cirque de Gavarnie via le refuge de la Brèche de Roland (refuge des Sarradets) et l’échelle des Sarradets.

## Toponymie
Le mot port signifie « col » en gascon bigourdan. Boucharo vient de Bujaruelo/Buxargüelo, premier lieu-dit que l'on rencontre en contrebas dans la vallée côté espagnol.

## Géographie
Le port de Boucharo marque la limite entre le massif du Mont-Perdu et celui du Vignemale. Il se situe à la limite de la nappe de charriage résultant de la collision de la plaque ibérique avec la plaque eurasienne.
Il est situé sur la frontière entre la France et l'Espagne et abrite la borne frontière no 319 dans la vallée des Pouey Aspé côté français.

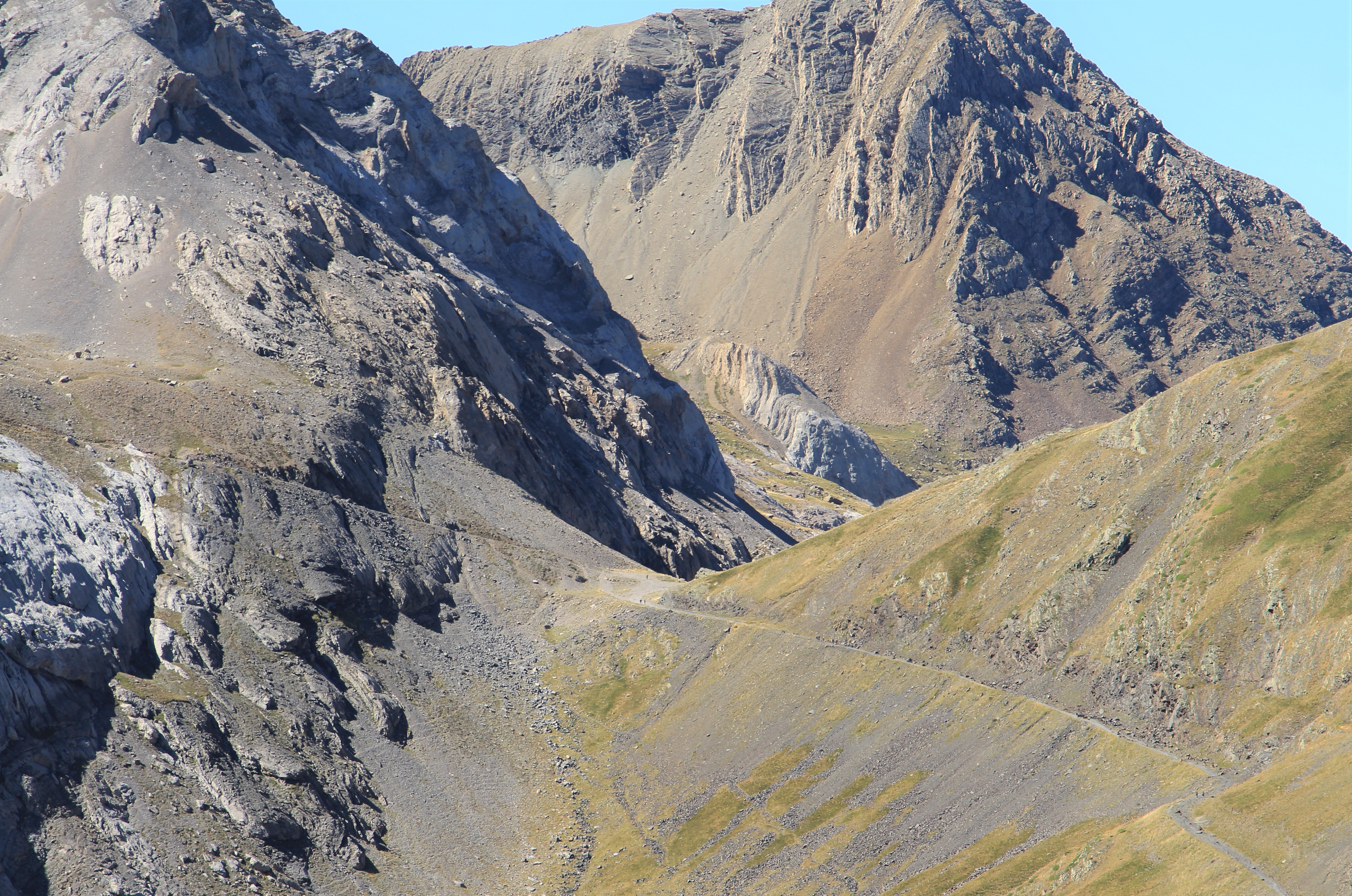
Vue depuis le pic des Tentes.
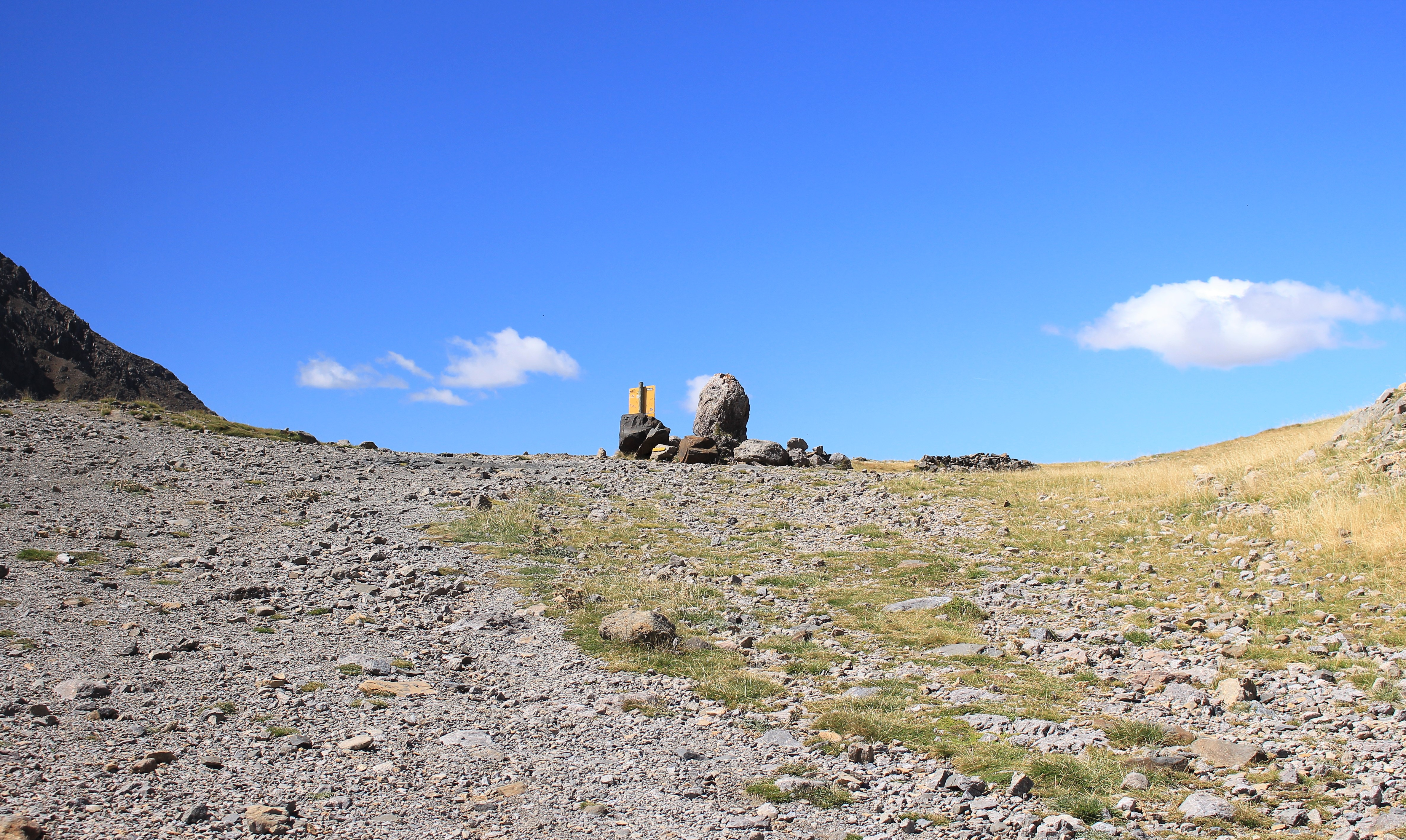
Vue côté français.
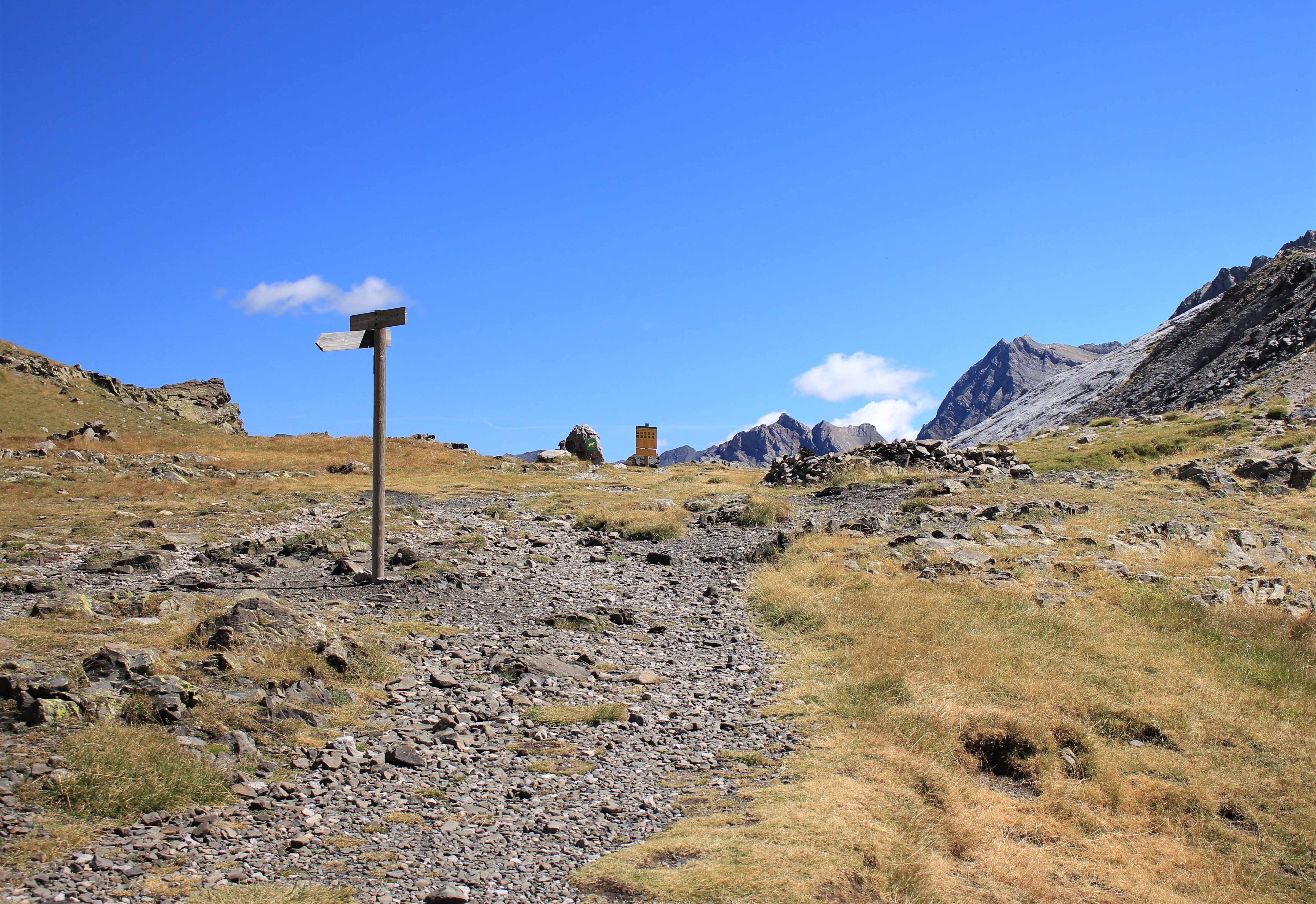
Vue côté espagnol.
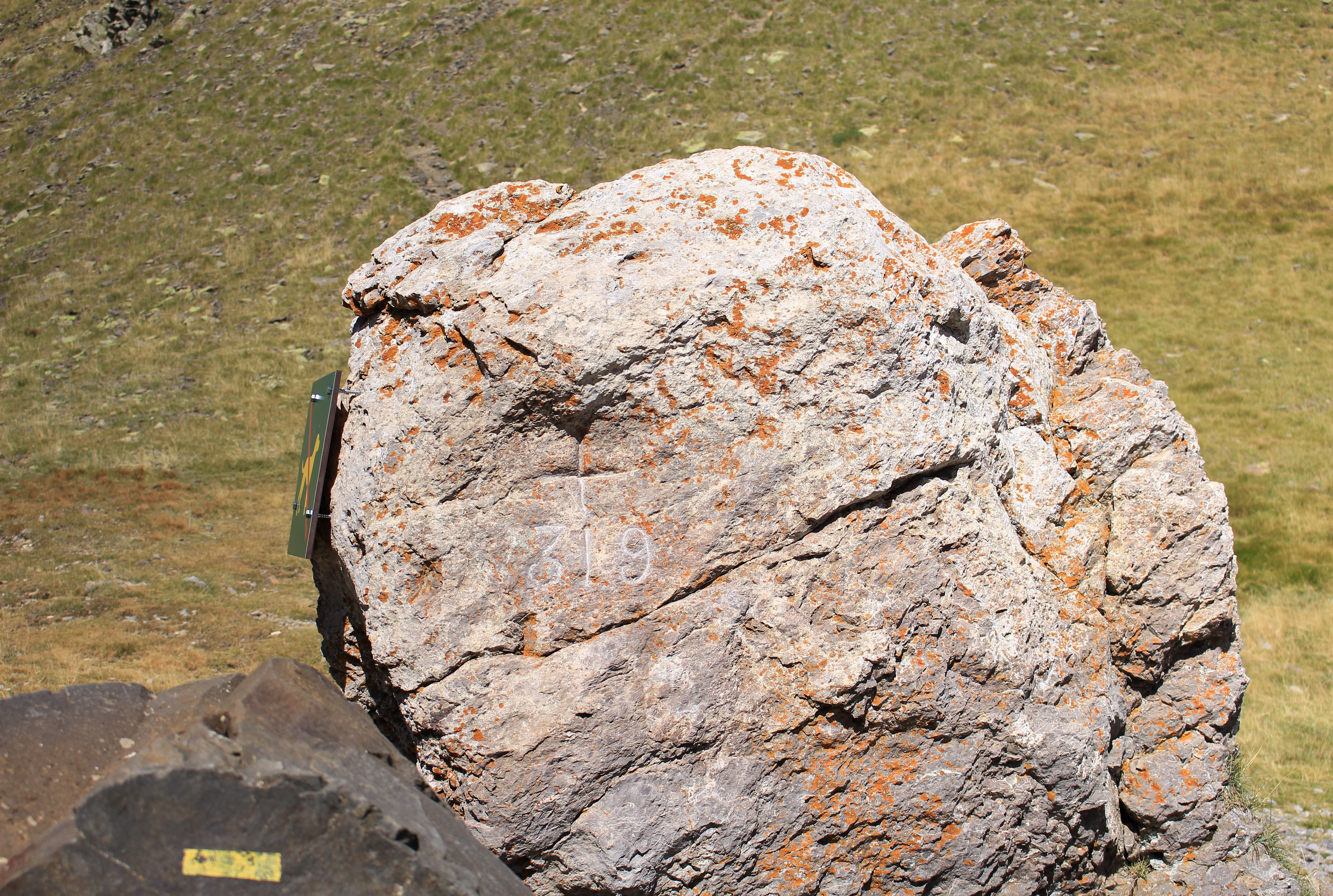
La borne frontière no 319.

### Hydrographie
Le col délimite la ligne de partage des eaux entre le bassin de l'Adour, qui se déverse dans l'Atlantique côté nord, et le bassin de l'Èbre, qui coule vers la Méditerranée côté sud.

## Histoire
Le port de Boucharo est de longue date un point de franchissement de la chaîne pyrénéenne. L'idée d'y construire une route est ancienne. La construction d'une route est ainsi planifiée par Napoléon Ier dès 1811. Mais ce n'est qu'au cours des années 1930 que des études sont engagées en ce sens. Avec la guerre civile espagnole, puis la Seconde Guerre mondiale, le projet est mis de côté.
Alors qu'en 1969 la route est achevée sur le versant français, aucune route n'est jamais construite côté espagnol. Finalement les deux derniers kilomètres entre le col de Tentes et le port de Boucharo sont déclassés. Le revêtement goudronné est ensuite retiré pour laisser place à un chemin accessible aux personnes à mobilité réduite sur les 800 premiers mètres.

## Écologie
Le col est connu comme un lieu de migration notable pour les oiseaux et insectes migrateurs. C'est ainsi un lieu de recherche pour les biologistes,.